# Physalaemus cuqui
Physalaemus cuqui es una especie de ránidos de la familia Leptodactylidae.

## Distribución geográfica
Se encuentra en Argentina, Bolivia y, posiblemente, en Paraguay. 